# Frederik Emmery
Frederik Emmery Søgaard (født 25. december 2006) er en dansk fodboldspiller, der spiller for AGF som angriber.

## Karriere

### AGF
Emmery spillede som barn for HEI, men allerede som 12-årig skiftede han til AGF. Han debuterede for klubbens U/19-hold allerede som 15-årig i 2022. Det var dog først fra efteråret 2023, han blev fast mand på holdet, og han fik adskillige kampe på dette hold frem til foråret 2025.
Han debuterede på klubbens superligahold som blot 17-årig. I foråret 2025 modtog han klubbens Martin Jørgensen-talentpris, som snart blev fulgt op af en seniorkontrakt med klubben løbende frem til 2029.

### Landshold
Emmery blev udtaget til det danske U/19-landshold til slutrunden om EM i 2025, og her fik han to kampe.